# Joseph Showalter Smith

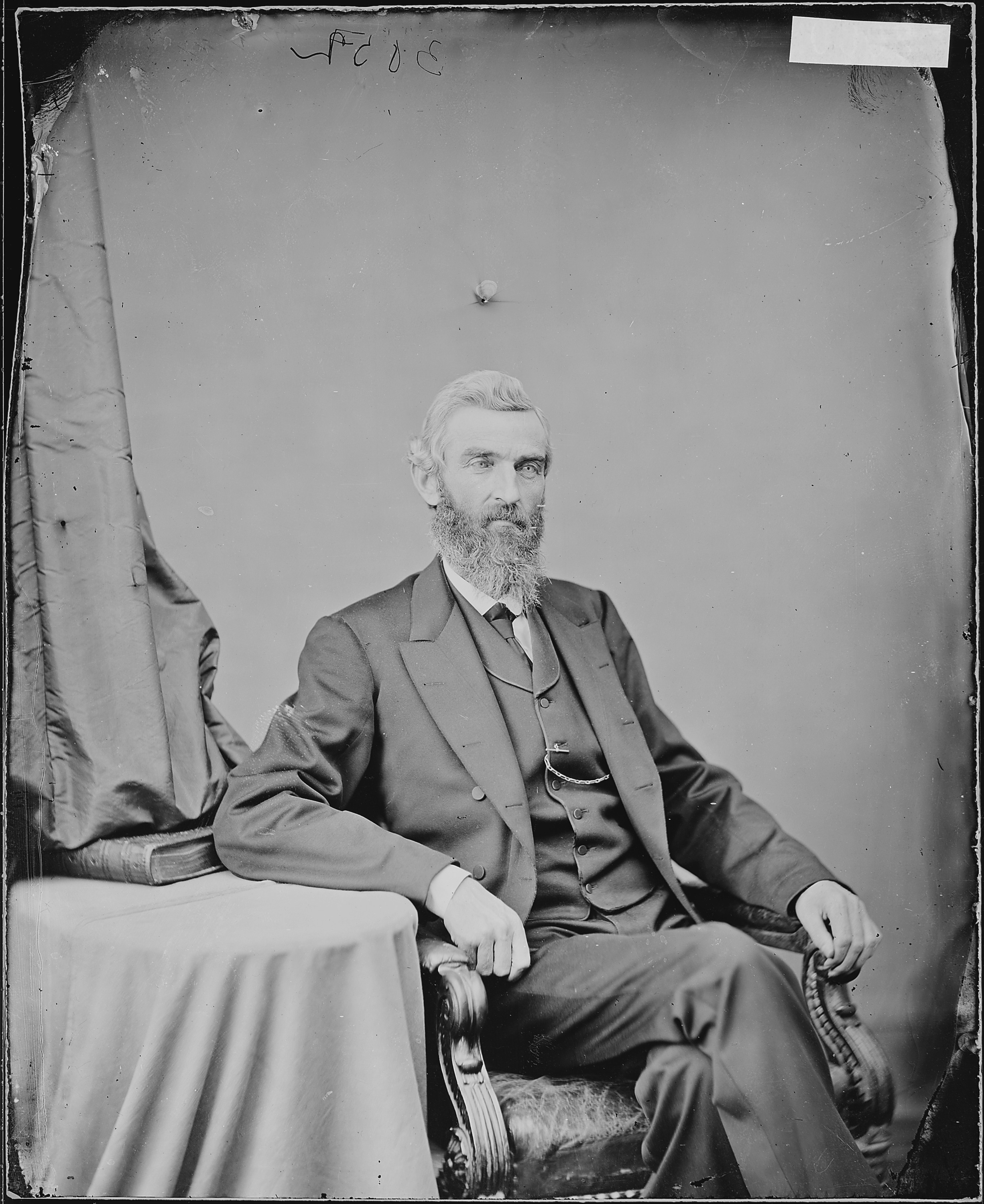
Joseph Showalter Smith

Joseph Showalter Smith (* 20. Juni 1824 in Connellsville, Pennsylvania; † 13. Juli 1884 in Portland, Oregon) war ein US-amerikanischer Politiker. Zwischen 1869 und 1871 vertrat er den Bundesstaat Oregon im US-Repräsentantenhaus.

## Werdegang
Joseph Smith besuchte die öffentlichen Schulen seiner Heimat. Im Frühjahr 1844 zog er über den Oregon Trail in das spätere Oregon-Territorium, wo er in Salem als Lehrer arbeitete. In seiner neuen Heimat studierte Smith Jura. 1853 zog er nach Olympia im heutigen Bundesstaat Washington.
Smith wurde Mitglied der Demokratischen Partei. Im Jahr 1856 wurde er in das Repräsentantenhaus im Washington-Territorium gewählt, wo er Präsident des Hauses war. Zwischen 1857 und 1858 war er Bundesstaatsanwalt im Washington-Territorium. Im Jahr 1858 kehrte er nach Salem zurück. In den folgenden elf Jahren arbeitete er dort als Rechtsanwalt.
1866 bewarb er sich erfolglos um einen Sitz im US-Senat. Bei den Kongresswahlen des Jahres 1868 wurde Joseph Smith für den Staat Oregon in das US-Repräsentantenhaus gewählt, wo er am 4. März 1869 Rufus Mallory ablöste. Er übte sein Mandat nur eine Legislaturperiode lang bis zum 3. März 1871 aus. Nach dem Ende seiner Zeit im Kongress zog Smith nach Portland, wo er als Rechtsanwalt arbeitete. 1882 kandidierte er für das Amt des Gouverneurs von Oregon. Dabei unterlag er aber dem Republikaner Zenas Ferry Moody. Smith starb zwei Jahre später und wurde in Portland beigesetzt.